# Weickelsdorf
Weickelsdorf is een plaats en voormalige gemeente in de Duitse deelstaat Saksen-Anhalt, en maakt deel uit van de Landkreis Burgenlandkreis.
Weickelsdorf telt 515 inwoners.